# Déluge de Deucalion

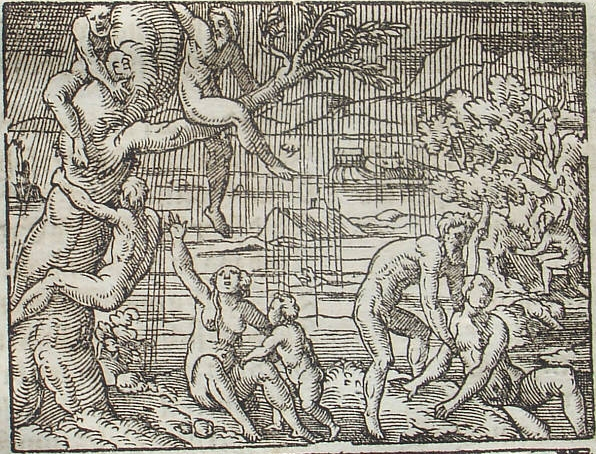
Le déluge, illustration de Virgil Solis pour le livre I des Métamorphoses d'Ovide (1581).

Le déluge de Deucalion désigne, dans la mythologie grecque, un épisode ancien de déluge associé à son principal survivant, Deucalion. Cet événement est censé être postérieur à un autre récit grec de déluge, plus mal connu, le déluge d'Ogygès, et présente des similitudes avec un mythe mésopotamien décrit dans le Poème du Supersage datant du XVIIe siècle av. J.-C., dans la légende de Ziusudra qui pourrait elle aussi dater de la fin du XVIIe siècle av. J.-C., puis repris au XIIe siècle av. J.-C. au plus tard dans la version assyro-babylonienne « standard » de l’Épopée de Gilgamesh, ainsi qu'avec le récit biblique de l'arche de Noé dans la Genèse, cette partie de la Genèse se fondant sur deux sources plus anciennes quasiment indépendantes l'une de l'autre, et n'ayant atteint sa forme définitive que vers le Ve siècle av. J.-C.[réf. nécessaire]
Une des hypothèses serait que cette légende serait le souvenir du raz-de-marée causée par l'éruption de Santorin, au même titre que l'Atlantide et le combat contre Typhon.

## Mythe
Le déluge n'est pas attesté avant la IXe Olympique de Pindare (Ve siècle av. J.-C.) :

« Je dirai donc qu'à cette époque, un déluge engloutit la terre sous la profondeur de ses ondes ; mais que bientôt, les flots, refoulés au loin, rentrèrent dans les abîmes creusés par la puissante main de Zeus. »

— (49-53, trad. Al. Perrault-Maynand, cf. Sources)

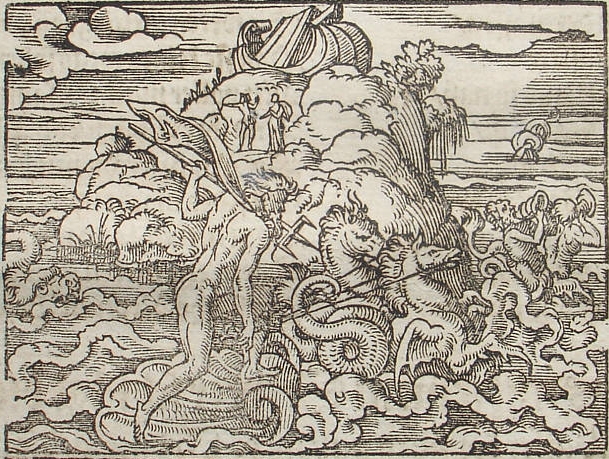
Poséidon, maître des eaux ; l'arche de Deucalion est visible en arrière-plan.

Parmi les sources plus anciennes, un fragment du Catalogue des femmes préservé par Strabon fait bien allusion à Zeus, créateur des hommes et qui les « rassembla sous les ordres de Deucalion » ; de même, Acousilaos rapporte la légende des pierres jetées par Deucalion et Pyrrha (FGrH 2F35, voir ci-dessous), mais nous ignorons dans quel contexte ces événements surviennent.
Après Pindare, la Pyrrha d'Épicharme (aujourd'hui perdue) a vraisemblablement évoqué le déluge et l'arche qui aurait permis à Deucalion et Pyrrha d'y échapper. Les Météorologiques d'Aristote gardent aussi une trace de l'événement qui s'est abattu « surtout sur les contrées helléniques, et parmi elles sur la vieille Hellade ». Il faut cependant attendre les Métamorphoses d'Ovide pour avoir le premier récit complet des événements : Zeus, indigné par la conduite impie des hommes qu'il a pu vérifier chez Lycaon, réunit les dieux pour leur faire part de sa décision de détruire l'humanité, leur promettant  « une race d'hommes meilleure que la première ». Aidé de Notos, d'Iris et de Poséidon qui commande aux dieux fleuves, il recouvre la terre sous les eaux, seul restant émergé le sommet du Parnasse où Deucalion et Pyrrha parviennent dans une « frêle barque ». Ceux-ci reçoivent un oracle de Thémis qui leur enjoint de « jeter derrière eux les os de leur grand-mère » ; comprenant qu'il s'agit de simples pierres (leur grand-mère étant Gaïa, la Terre), il s'exécutent et engendrent ainsi une nouvelle race d'hommes.

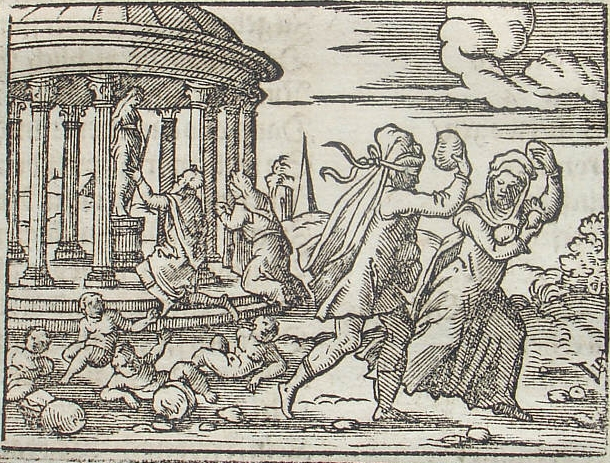
Deucalion et Pyrrha suivant l'oracle de Thémis.

D'après le récit du pseudo-Apollodore (I, 7, 2), Zeus aurait utilisé le déluge pour faire disparaître la race de bronze (ce qui aurait implicitement permis l'arrivée de la race des héros, issus en grande partie de Deucalion et Pyrrha). Cette idée, quoique logique, ne se retrouve cependant nulle part ailleurs et contredit la version des Travaux (v. 150) où la race de bronze se détruit elle-même ; de plus, en III, 14, 5, la Bibliothèque situe le déluge à l'époque de Cranaos, et Clément d'Alexandrie le situe au temps de Crotopos. Toujours chez Apollodore, c'est Prométhée qui est à l'origine de l'arche construite par Deucalion, sur laquelle il navigue pendant neuf jours avant d'atteindre le mont Parnasse. Là Thémis lui accorde de repeupler la terre, ce qu'il fait en jetant derrière lui des pierres qui deviennent des hommes, tandis que celles jetées par Pyrrha deviennent des femmes (ce détail se retrouve aussi chez Ovide).

## Sources
- Pseudo-Apollodore, Bibliothèque [détail des éditions] [lire en ligne], I, 7, 2 ; III, 14, 5.
- Épicharme, Pyrrha = P. Oxy. XXV 2427, fr. 1 et 27.
- Ovide, Métamorphoses [détail des éditions] [lire en ligne], I, 163-312.
- Pindare, Odes [détail des éditions] (lire en ligne), Olympiques, IX, 42-53.